# 張志選
張志選（1497年—1560年），字以學，號行吾，福建泉州府晉江縣人，民籍，明朝政治人物。

## 生平
嘉靖七年（1528年）戊子科福建鄉試第六十五名舉人。嘉靖八年（1529年）中式己丑科會試第六十三名，登第三甲第一百八十五名進士。授浙江诸暨知县，当地有溺害女婴的陋俗，张志选到任后，百计劝谕，遂矫正其俗。二十年任常州府知府，二十二年十二月考察以贪暴免职。有《行吾摘稿》二卷。

## 家族
曾祖張寬，曾任教授；祖父張秉德；父張良保，曾任典史。母薛氏。重庆下。